# ラ・ノビア
「ラ・ノビア」（La Novia ）は、チリの音楽家ホアキン・プリエートが1958年に作詞・作曲した歌曲。本国だけではなくイタリアの歌手トニー・ダララや、日本の歌手ペギー葉山らがカバーし、世界中でヒットした。

## オリジナル
元々は、チリの音楽家ホアキン・プリエートが1958年につくった歌曲である。1961年にアルゼンチンで活動するホアキンの兄弟のアントニオ・プリエートが歌い、ヒットした。
歌詞の内容は、本意でない結婚を前にした女性の悲しみである。
1961年、イタリアの人気歌手トニー・ダララがイタリア語でカバーしたことで、世界中へのヒットにつながっていく。なお、トニ・ダララの「ラ・ノビア」は、日本では当初「涙の結婚」という邦題がつけられていた。

## 日本でのヒット
日本語にはあらかわひろし（音羽たかし）が翻訳し、ペギー葉山が1962年にこの歌をカバーした。ペギー葉山は、ブラジルのサンパウロでこの歌を知ったため、日本語とポルトガル語で歌っている。当時、日本では空前のカンツォーネ・ブームだったこともあり日本で大ヒットした。ペギーのバージョンは1963年10月頃から売れ始め、1964年には大ヒット曲になった。1964年の『第15回NHK紅白歌合戦』にペギーはこの歌で出演している。なお、ペギーの初期のバージョンは当初「泣きぬれて」というタイトルだった。ちなみに邦題は「涙の結婚」、「涙のウェディングベル」、「ザ・ウェディング」とカバーした歌手によって邦題が違う場合がある。

## 主な録音
主な録音、歌唱、カバーなど
- ペギー葉山
- 越路吹雪
- 美空ひばり
- 立川清登
- 和田弘とマヒナスターズ

ほか

## 英語圏でのヒット
フレッド・ジェイがこの歌を英語に翻訳すると（英語タイトルは The Wedding）、ヨーロッパとアメリカ合衆国で知られるようになり、1960年代前半には、アニタ・ブライアントやマルコム・ヴォーンら多数の歌手がこの歌をカバーした。
1964年にイギリスの歌手ジュリー・ロジャースがこの歌をカバー、10月に全英シングルチャートで最高3位を記録する大ヒットとなると、翌年にはアメリカ合衆国の総合シングルチャートで最高10位を、アダルトコンテンポラリ・チャートでは1位を記録する。オーストラリアのケント・ミュージック・レポートでも1位を記録し、1970年代中頃には世界で700万枚以上の売上を記録した。